# صامويل أورايلي
صامويل أورايلي (بالإنجليزية: Samuel O'Reilly)‏ فنان وشم ناجح من نيويورك وهو مخترع آلة الوشم الدوارة الحديثة والتي سجلت كبراءة اختراع عام 1891. بدأ التوشيم في نيويورك في حوالي عام 1875. استندت آلة أورايلي على التكنولوجيا الدوارة لقلم الطباعة التخطيطي الذي اخترعه توماس إديسون. كانت أول آلة وشم تعمل على الكهرباء، ولم يحصل لآلات التوشيم إلا بعض التغييرات البسيطة منذ ذلك الحين. أورايلي كان يملك متجراً عنوانه "#11 Chatham Square" في مدينة نيويورك. توفي صامويل أورايلي عام 1908 عندما سقط وهو يدهن منزله بالطلاء.